# Diócesis de Leopoldina

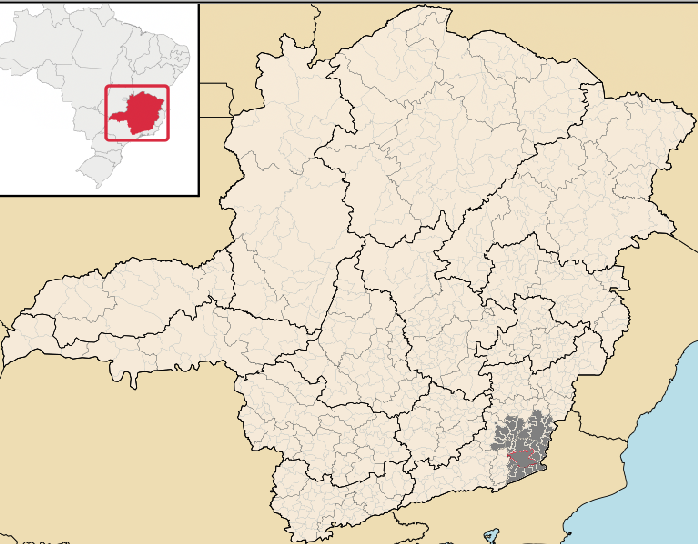
Diócesis de Leopoldina.

Regional CNBB Leste 2.

La diócesis de Leopoldina (en latín: Dioecesis Leopoldinensis y en portugués: Diocese de Leopoldina) es una circunscripción eclesiástica de la Iglesia católica en Brasil. Se trata de una diócesis latina, sufragánea de la arquidiócesis de Juiz de Fora. Desde el 30 de octubre de 2019 su obispo es Edson José Oriolo dos Santos.

## Territorio y organización
La diócesis tiene 8491 km² y extiende su jurisdicción sobre los fieles católicos de rito latino residentes en 32 municipios del estado de Minas Gerais: Leopoldina, Além Paraíba, Argirita, Astolfo Dutra, Barão de Monte Alto, Cataguases, Dona Eusébia, Estrela Dalva, Eugenópolis, Guarani, Guidoval, Guiricema, Itamarati de Minas, Laranjal, Miradouro, Miraí, Muriaé, Palma, Patrocínio do Muriaé, Pirapetinga, Piraúba, Rodeiro, Rosário da Limeira, Santana de Cataguases, Santo Antônio do Aventureiro, São Geraldo, São Sebastião da Vargem Alegre, Tocantins, Ubá, Vieiras, Visconde do Rio Branco y Volta Grande.
La sede de la diócesis se encuentra en la ciudad de Leopoldina, en donde se halla la Catedral de San Sebastián.
En 2019 en la diócesis existían 61 parroquias agrupadas en 6 foranías: Além Paraíba, Cataguases, Ubá, Visconde do Rio Branco, Leopoldina y Muriaé.

## Historia
La diócesis fue erigida el 28 de marzo de 1942 con la bula Quae ad maius del papa Pío XII, obteniendo el territorio de la arquidiócesis de Mariana y de la diócesis de Juiz de Fora (hoy arquidiócesis).
El 1 de junio de 1950, con la carta apostólica Paterna caritas, el papa Pío XII proclamó patrona principal de la diócesis a la Santísima Virgen María del Inmaculado Corazón, y patronos secundarios a los santos Antonio María Claret y Teresa de Lisieux.
Originalmente sufragánea de la arquidiócesis de Mariana, el 14 de abril de 1962 pasó a formar parte de la provincia eclesiástica de la arquidiócesis de Juiz de Fora.

## Estadísticas

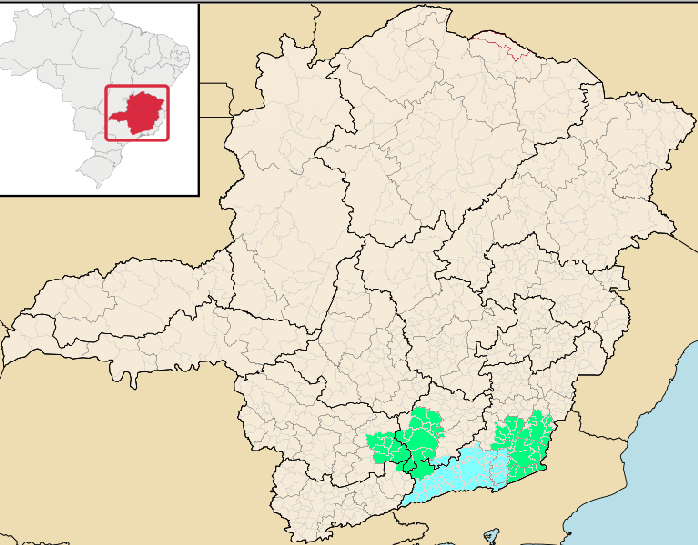
Provincia Eclesiástica de Juiz de Fora.

Según el Anuario Pontificio 2020 la diócesis tenía a fines de 2019 un total de 433 600 fieles bautizados.
| Año                                                                             | Población            | Población | Población      | Sacerdotes | Sacerdotes    | Sacerdotes    | Bautizados por sacerdote | Diáconos permanentes | Religiosos | Religiosos | Parroquias |
| Año                                                                             | Bautizados católicos | Total     | % de católicos | Total      | Clero secular | Clero regular | Bautizados por sacerdote | Diáconos permanentes | Varones    | Mujeres    | Parroquias |
| ------------------------------------------------------------------------------- | -------------------- | --------- | -------------- | ---------- | ------------- | ------------- | ------------------------ | -------------------- | ---------- | ---------- | ---------- |
| 1950                                                                            | 420 000              | 450 000   | 93.3           | 42         | 34            | 8             | 10 000                   |                      | 8          | 165        | 34         |
| 1966                                                                            | 400 000              | 415 000   | 96.4           | 123        | 62            | 61            | 3252                     |                      | 61         | 195        | 39         |
| 1970                                                                            | 380 000              | 416 987   | 91.1           | 58         | 34            | 24            | 6551                     |                      | 25         | 155        | 41         |
| 1976                                                                            | 380 000              | 400 000   | 95.0           | 45         | 21            | 24            | 8444                     |                      | 25         | 145        | 42         |
| 1980                                                                            | 405 000              | 457 235   | 88.6           | 44         | 22            | 22            | 9204                     |                      | 23         | 154        | 49         |
| 1990                                                                            | 454 000              | 506 000   | 89.7           | 51         | 31            | 20            | 8901                     |                      | 20         | 182        | 50         |
| 1999                                                                            | 396 865              | 529 154   | 75.0           | 55         | 38            | 17            | 7215                     | 1                    | 17         | 143        | 56         |
| 2000                                                                            | 396 865              | 529 154   | 75.0           | 59         | 42            | 17            | 6726                     | 1                    | 17         | 141        | 56         |
| 2001                                                                            | 396 865              | 529 154   | 75.0           | 53         | 39            | 14            | 7488                     | 1                    | 14         | 140        | 56         |
| 2002                                                                            | 396 865              | 529 154   | 75.0           | 51         | 39            | 12            | 7781                     | 2                    | 13         | 140        | 57         |
| 2003                                                                            | 396 865              | 529 154   | 75.0           | 53         | 42            | 11            | 7488                     |                      | 11         | 139        | 57         |
| 2004                                                                            | 396 865              | 529 154   | 75.0           | 54         | 43            | 11            | 7349                     |                      | 11         | 113        | 57         |
| 2013                                                                            | 423 000              | 606 000   | 69.8           | 62         | 52            | 10            | 6822                     |                      | 10         | 61         | 61         |
| 2016                                                                            | 423 390              | 601 000   | 70.4           | 65         | 56            | 9             | 6513                     |                      | 9          | 60         | 61         |
| 2019                                                                            | 433 600              | 615 500   | 70.4           | 70         | 63            | 7             | 6194                     |                      | 7          | 59         | 61         |
| Fuente: Catholic-Hierarchy, que a su vez toma los datos del Anuario Pontificio. |                      |           |                |            |               |               |                          |                      |            |            |            |

## Episcopologio
- Delfim Ribeiro Guedes † (26 de junio de 1943-23 de julio de 1960 nombrado obispo de São João del Rei)
- Geraldo Ferreira Reis † (16 de junio de 1961-5 de agosto de 1985 retirado)
- Sebastião Roque Rabelo Mendes † (5 de agosto de 1985-10 de mayo de 1989 nombrado obispo auxiliar de Belo Horizonte[nota 1])
- Ricardo Pedro Chaves Pinto Filho, O.Praem. † (14 de marzo de 1990-16 de octubre de 1996 nombrado arzobispo de Pouso Alegre)
- Célio de Oliveira Goulart, O.F.M. † (24 de junio de 1998-9 de julio de 2003 nombrado obispo de Cachoeiro de Itapemirim)
- Dario Campos, O.F.M. (23 de junio de 2004-27 de abril de 2011 nombrado obispo de Cachoeiro de Itapemirim)
- José Eudes Campos do Nascimento (27 de junio de 2012-12 de diciembre de 2018 nombrado obispo de São João del Rei)
- Edson José Oriolo dos Santos, desde el 30 de octubre de 2019